# Сет и сеттинг
Сет и се́ттинг (англицизм, от англ. set and setting [sɛt (ə)n(d) ˈsɛtɪŋ] — «установка и обстановка») — условия окружающей обстановки и внутреннего настроя, определяющие получаемые ощущения и переживания при приёме психоактивных веществ, в частности, веществ-психоделиков или галлюциногенов.
- Сет (установка) описывает внутреннее состояние (умственное, психологическое, эмоциональное), настрой человека, использующего вещество.
- Сеттинг (обстановка) описывает внешнее окружение — непосредственно физическое, а также социальное пространство, окружающее человека в момент действия вещества.

Термин был впервые введён американским писателем и психологом Тимоти Лири.

## Определение
Сет — это внутреннее состояние человека, которое он приносит в трип, его мысли, настроение, а также ожидания. Сеттинг относится к физическому и социальному окружению. Исследования показывают, что групповое и социальное окружение играет очень важную роль в исходе психоделического опыта. Массовая психология на сознательном и бессознательном уровне способна контролировать и направлять течение трипа. Стресс, страхи, неудобная обстановка может привести к неприятным переживаниям, или бэд трипу. В то же время безопасная и комфортная обстановка для расслабленного пользователя, испытывающего любопытство в отношении необычных состояний ума, чаще всего ведёт к переживаниям, приятным и полезным для его сознания.
Без сомнений можно сказать, что доза вещества не определяет напрямую трансцендентальный опыт. Вещество только служит химическим ключом, открывающим ум, освобождающим нервную систему от её обычных структур и шаблонов. Природа переживаний практически полностью зависит от сета и сеттинга. Сет определяет внутреннюю подготовку индивидуума, включая структуру его личности, его настроение и эмоциональный настрой в данный момент. Сеттинг относится к физическому миру — погода за окном, обстановка комнаты, социальное и культурное окружение, чувства окружающих людей по отношению друг к другу и превалирующие точки зрения по отношению к вопросу о том, что является реальным. Именно по этой причине необходимы руководства и книги с инструкциями, их роль состоит в объяснении способности понять другие, новые для восприятия реальности расширенного сознания, служить в качестве карты внутренних территорий, которые стали доступными в результате прогресса науки.